# Bahrain Air
Bahrain Air (Arabisch: طيران البحرين) was van zijn oprichting in 2007 tot zijn faillissement in 2013 een Bahreinse luchtvaartmaatschappij.
De maatschappij geleid door voorzitter Sjeik Mohammed bin Abdulla Al Khalifa vloog vanuit de Internationale luchthaven van Bahrein met een vloot van vier toestellen op 17 bestemmingen. De vier toestellen, allen nieuw aangekocht bij de opstart, waren twee Airbus A320-200 toestellen en twee Airbus A319 toestellen.
Er waren vluchten op onder meer de Iraakse Internationale Luchthaven Baghdad, de Libaneese Rafik Hariri International Airport, de Luchthaven Luxor, de Luchthaven Borg El Arab in het Egyptische Alexandrië, de Teheran Imam Khomeini International Airport en de Mashhad International Airport.